# Усцишовиці
Усцишовиці (пол. Uściszowice) — село в Польщі, у гміні Бейсці Казімерського повіту Свентокшиського воєводства.
Населення — 174 особи (2011).
У 1975-1998 роках село належало до Келецького воєводства.

## Демографія
Демографічна структура на день 31 березня 2011 року:
|          | Загалом | Допрацездатний вік | Працездатний вік | Постпрацездатний вік |
| -------- | ------- | ------------------ | ---------------- | -------------------- |
| Чоловіки | 79      | 16                 | 53               | 10                   |
| Жінки    | 95      | 21                 | 49               | 25                   |
| Разом    | 174     | 37                 | 102              | 35                   |